# Danh Nhưỡng
Danh Nhưỡng (1929 – 2017) là một tu sĩ Phật giáo Việt Nam. Sinh thời, ông là Trưởng lão Hòa thượng, Phó Pháp chủ kiêm Giám luật Hội đồng chứng minh Giáo hội Phật giáo Việt Nam, Viện trưởng Học viện Phật giáo Nguyên thủy Khmer, Giáo phẩm Hệ phái Nguyên thủy Khmer.
Ông sinh ngày 7 tháng 6 năm 1929, quê quán tại Thị trấn Minh Lương, huyện Châu Thành, tỉnh Kiên Giang.
Ông được chính phủ Myanmar trao tặng tước hiệu Agga Maha Saddhamma Jotikadhaja (Tối thượng Đại Pháp sư), một tước hiệu cao quý của chính phủ Myanmar nhằm tôn vinh những đóng góp cao quý của các tu sĩ giáo phẩm Phật giáo nguyên thủy các nước trong sự nghiệp về Hoằng pháp (Saddhamma Jotikadhaja) và Trí tuệ (Pandita) tại các nước Phật giáo trên thế giới.
Ông được bầu làm đại biểu Quốc hội Việt Nam khóa XI, khóa XII, thuộc đoàn đại biểu Kiên Giang.
Trưởng lão Hòa thượng Danh Nhưỡng đã thu thần viên tịch vào lúc 15 giờ 45 phút, ngày 26 tháng 8 năm 2017 (nhằm ngày mùng 05 tháng 7 năm Đinh Dậu), tại chùa Rantanaransi (Láng Cát), phường Vĩnh Lạc Tp. Rạch Giá, tỉnh Kiên Giang.